# Enrico Melozzi
Enrico Melozzi (Teramo, 22 giugno 1977) è un violoncellista, compositore e direttore d'orchestra italiano.

## Biografia

Enrico Melozzi a La Notte dei Serpenti

Ha intrapreso lo studio del pianoforte a otto anni e subito iniziato a comporre da autodidatta. Dopo il diploma in violoncello e la laurea in composizione ha conseguito il titolo di Fellow of the London College of Music. 
Assistente di Michael Riessler nel 1999, è stato con lui arrangiatore e produttore artistico e ha collaborato alla colonna sonora del film Die Andere Heimat, così accostandosi alla musica contemporanea, e nel 2001 ha approfondito le tecniche di musica applicata con Federico Savina.
Ha composto opere liriche, sacre, colonne sonore per film e spettacoli teatrali. Ha fondato il duo di musica elettronica Lisma Project (2004) con il deejay Stefano De Angelis (2004), e l'etichetta discografica indipendente Cinik Records (2007). Con il collega violoncellista Giovanni Sollima ha fondato l'orchestra 100Cellos, che promuove vaste réunions di violoncellisti italiani e stranieri per concerti in Italia e altri paesi.
L'attività di autore di colonne sonore nel cinema gli è valsa la conquista del Nastro d'argento e del Best Foreign Language Award del New York Short Film Festival (per il corto Il gioco di Adriano Giannini), il Premio Roma Videoclip (per La casa sulle nuvole), la menzione speciale alle musiche all'Olympia Film Festival di Atene (per L'uomo fiammifero), il premio alla miglior colonna sonora al BAFF (per Le cose in te nascoste).
Nel 2016 ha fondato a Roma l'Orchestra Notturna Clandestina, protagonista dei cosiddetti rave clandestini di musica classica, e ha collaborato con Elio e Rocco Tanica alla ricostruzione del quintetto perduto delle Nozze in villa di Donizetti. Nel 2021 è stato maestro concertatore della Notte della Taranta con la cantautrice Madame.
Ha arrangiato per Il Volo il singolo You Are My Everything (Grande amore), presentato all'Eurovision Song Contest 2022, e collaborato con Niccolò Fabi all'album Meno per meno, offrendo una rilettura in chiave sinfonica dei brani del cantautore.
Nel 2023 idea e dirige "La Notte dei Serpenti", un grande evento di musica popolare abruzzese in chiave pop-rock, che va in onda su Raiuno il 31 agosto, facendo registrare il 10,5% di share. La seconda edizione va in onda in prima serata su Raidue il 23 agosto 2024, facendo registrare una media del 9.8%, con picchi del 12.3% e 1.150.000 telespettatori.

## Sanremo
Nel 2012 è stato per la prima volta direttore d'orchestra al Festival di Sanremo, accompagnando Noemi in Sono solo parole di Moro; per la cantante ha arrangiato anche To Feel in Love (Amarsi un po') e Fast Car, interpretati dall'artista e Sarah Jane Morris in duetto internazionale nella stessa edizione. È tornato più volte a dirigere a Sanremo: nel 2014 per Noemi in Bagnati dal sole e Un uomo è un albero; nel 2019 per Achille Lauro in Rolls Royce; nel 2020 con diversi artisti tra cui i Pinguini Tattici Nucleari in Ringo Starr; nel 2021 Fasma in Parlami e i Måneskin, vincitori dell'edizione con Zitti e buoni; nel 2022 sempre i Måneskin, Highsnob e Hu, Ana Mena, Giusy Ferreri; nel 2023, Mr.Rain, Sethu, Gianluca Grignani, per il quale ultimo è coautore di Quando ti manca il fiato. Nel 2024 dirige l'orchestra per Ghali in Casa Mia, Mr.Rain in Due Altalene, Gazzelle in Tutto qui, e per i Bnkr44 in Governo Punk; nel 2025 per Coma_Cose in Cuoricini. 
- 2012: Noemi con la canzone "Sono solo parole".
- 2014: Noemi con le canzoni "Un uomo è un albero" e "Bagnati dal sole".
- 2019: Achille Lauro con la canzone "Rolls Royce".
- 2020:
  - Pinguini Tattici Nucleari con la canzone "Ringo Starr".
  - Fasma con la canzone "Per sentirmi vivo".
  - Anastasio con la canzone "Rosso di rabbia".
  - Junior Cally con la canzone "No grazie".
- 2021:
  - Måneskin con la canzone "Zitti e buoni" (vincitori del Festival).
  - Fasma con la canzone "Parlami".
- 2022:
  - Giusy Ferreri con la canzone "Miele".
  - Highsnob e Hu con la canzone "Abbi cura di te".
  - Ana Mena con la canzone "Duecentomila ore".
  - Måneskin (ospiti d'onore) con la canzone "Coraline" e "Zitti e buoni".
- 2023:
  - Gianluca Grignani con la canzone "Quando ti manca il fiato".
  - Mr. Rain con la canzone "Supereroi".
  - Sethu con la canzone "Cause perse".
  - Måneskin (ospiti d'onore) con le canzoni "Gossip" e "I Wanna Be Your Slave" con la partecipazione di Tom Morello.
- 2024:
  - Bnkr44 con la canzone "Governo Punk".
  - Gazzelle con la canzone "Tutto qui".
  - Ghali con la canzone "Casa mia".
  - Mr. Rain con la canzone "Due altalene".
- 2025:
  - Coma_Cose con la canzone "Cuoricini".
  - Damiano David (ospite d'onore) con la canzone "Felicità" con la partecipazione di Alessandro Borghi, omaggio a Lucio Dalla; e con la canzone "Born With a Broken Heart"

## Discografia

### Solista

#### Album studio
- - 2024 - "Guitar Concerto in E"
  - 2023 - "La Notte dei Serpenti"
  - 2022 - "Meno per Meno" - con Niccolò Fabi
  - 2022 - "Don Giovanni all'Inferno" con Nicola Ulivieri, Francesca Benitez, Federica Livi, Dave Monaco & Orchestra Notturna Clandestina
  - 2021 - "From Mozart to the Balkans", con Elsa Lila & Orchestra Notturna Clandestina
  - 2021 - "The Night Symphony", Enrico Melozzi & Orchestra Notturna Clandestina
  - 2018 - 100Cellos, Live, Giovanni Sollima & Enrico Melozzi (Decca/Universal)
  - 2017 - "A Clandestine Night in Rome", album di Giovanni Sollima accompagnato dall'Orchestra Notturna Clandestina, diretta da Enrico Melozzi (Decca/Universal/Cinik)
  - 2011 - Cellosongs, con Sarah Jane Morris
  - 2010 - Esta Soy Yo, con Jenny B
  - 2010 - Sinfonia Concertante in C minor
  - 2009 - C'è solo molta confusione

#### Colonne sonore
- 2009 - La casa sulle nuvole (con Claudio Giovannesi)
- 2010 - L'Uomo Fiammifero
- 2015 - Buoni a Nulla

##### Partecipazioni
- 2010 - Fratelli d'Italia con Muro orientale

### Come duo "Lisma Project"
- 2007 - Lisma Vive
- 2009 - Io sono nero

#### Partecipazioni
- 2000 - Orchestra Contemporanea - No Music
- 2002 - Maurizio Rolli & A.M.P. Big Band -  Moodswings (A tribute to Jaco Pastorius)
- 2007 - Hamlet - New Original Soundtrack (album studio) insieme a Michael Riessler
- 2009 - Hamlet - Original Soundtrack (album live) insieme a Michael Riessler
- 2009 - Pierluigi Balducci:Stupor Mundi
- 2010 - Sirens di Michael Riessler
- 2019 - Scusa,  canzone contenuta nell'album 1969 di Achille Lauro.
- 2022 - Rosso Malpelo, singolo di Anastasio.

### Come "Supplemento Rapido"
- 1995 - Balliamo il Twist (EP)

### Produttore
- 2007 - Lisma Vive (album di Lisma Project)
- 2009 - Upwards (album di Luisiana Lorusso)
- 2009 - Tintura madre (album di Claudio Filippini)
- 2009 - Ambu-danza (singolo di Cinzia Leone)
- 2009 - 45 Haiku (album di Aldo Cusano)
- 2010 - Engineering Institute of Joint (album di EIJ)
- 2010 - Atlante (album di Luigi Pizzaleo & Ensemble Cafè Lunaire)
- 2010 - Amigdala (album di Trem Azul)
- 2010 - Esta soy yo (album di Jenny B)
- 2011 - Cello Songs (album di Sarah Jane Morris)
- 2013 - 100 Cellos con Giovanni Sollima Live at Teatro Valle Occupato
- 2013 - "Die Andere Heimat Original Soundtrack" di Michael Riessler per Edgar Reitz.
- 2014 - "Io vengo dal Sud" EP del cantautore Nosenzo.
- 2015 - "Onyricon" album del compositore Giovanni Sollima (Decca/Universal/Cinik)
- 2016 - "No Gender" album dell'organettista e fisarmonicista Danilo Di Paolonicola (Cinik/Edel).
- 2017 - "Il Caravaggio Rubato" album del compositore Giovanni Sollima (Decca/Universal/Cinik)[10].
- 2017."A Clandestine Night in Rome", album di Giovanni Sollima accompagnato dall'Orchestra Notturna Clandestina, diretta da Enrico Melozzi (Decca/Universal/Cinik)[11].
- 2018 - 100Cellos, Live, Giovanni Sollima & Enrico Melozzi (Decca/Universal)
- 2020 - Achille Lauro Quella notte non cadrà (Sony Music).
- 2022 - You Are My Everything (Grande Amore), singolo del gruppo vocale Il Volo (Sony Music)[12]
- 2022 - Happy Xmas (War Is Over), singolo del gruppo vocale Il Volo (Sony Music, Epic)[13]
- 2022 - Evita, singolo di Elsa Lila[14]
- 2022 - Pyes Lotin, singolo di Elsa Lila (feat. Capital T)[15]
- 2023 - Quando ti manca il fiato, singolo di Gianluca Grignani (Sony Music, Epic)[16]
- 2023 - La Notte dei Serpenti (Ada-Warner Music)

### Arrangiatore, orchestratore
- 2014 - Acciaio, singolo di Noemi [17]
- 2014 - Bagnati dal Sole, singolo di Noemi[18]

- 2020 - Ringo Starr, singolo dei Pinguini Tattici Nucleari[19]
- 2022 - You Are My Everything (Grande Amore), singolo del gruppo vocale Il Volo (Sony Music)
- 2022 - "Meno per Meno" - di e con Niccolò Fabi[20]
- 2022 - Happy Xmas (War Is Over), singolo del gruppo vocale Il Volo (Sony Music, Epic)
- 2022 - Evita, singolo di Elsa Lila[14]
- 2022 - Pyes Lotin, singolo di Elsa Lila (feat. Capital T)[15]
- 2022 - Meno per meno, album di Niccolò Fabi
- 2023 - Quando ti manca il fiato, singolo di Gianluca Grignani (Sony Music, Epic)[16]
- 2023 - La Notte dei Serpenti
- 2024 - Due altalene, singolo di Mr Rain (Warner Music Italy)
- 2024 - Beautiful Ruins, singolo di Ashley Park (dalla colonna sonora di Emily in Paris 4 - Netflix)
- 2024 - Silverlines (Orchestral Version) di Damiano David

### Opera Lirica
- 2012 - Pinocchio (opera balletto in due atti) West Australian Ballet[21][22][23][24]

- 2017 - Il Piccolo Principe, opera in un atto su libretto di Stefano De Luca, Teatro Regio di Parma[25].[26]
- 2018-2019 Don Giovanni all'Inferno su libretto di Marco Berardi
- 2020 - Opera Crime, opera multimediale in un atto su libretto di Marco Berardi e testi di Stefano de Angelis. Teatro Sociale di Como (21 febbraio 2020)[27].
- 2020 - Le Nozze in Villa di Gaetano Donizetti, completamento del finale dell'opera andato perduto, in collaborazione con Elio e Rocco Tanica, Teatro Donizetti di Bergamo.

## Filmografia

### Colonne sonore

#### Solista
- 2000 - Lo spazzolino da denti (film drammatico diretto da Marco Chiarini)
- 2002 - Esercizi di magia (titolo originale Sei pezzi facili) (di Marco Chiarini)
- 2004 - Dediche d'amore (commedia di Alessandro Merluzzi)
- 2004 - Là Fuori (film drammatico di Christian De Mattheis)
- 2009 - L'uomo fiammifero (film fantasy diretto da Marco Chiarini)
- 2009 - La casa sulle nuvole (film drammatico di Claudio Giovannesi)
- 2009 - Fratelli d'Italia (documentario di Claudio Giovannesi)
- 2009 - La Madonna della Frutta (film drammatico di Paola Randi)
- 2009 - Diario di un curato di montagna (documentario di Stefano Saverioni)
- 2009 - Il Gioco, (western di Adriano Giannini)
- 2010 - Colpa Nostra di Giuseppe Caporale e Walter Nanni
- 2011 - Il viaggio di Kalibani (documentario drammatico italo/polacco in lingua tedesca di Alessandro De Michele)
- 2011 - Omero bello di nonna (film fantasy diretto da Marco Chiarini)
- 2011 - Faccio un salto all'Avana (commedia con regia di Dario Baldi)
- 2011 - Papà (commedia di Emanuele Palamara)
- 2012 - Fulgenzio (commedia di Aldo Iuliano)
- 2013 - Hakuna Matata (film drammatico di Aldo Iuliano)
- 2014 - Buoni a Nulla (commedia di Gianni di Gregorio)
- 2014 - La Smorfia (cortometraggio di Emanuele Palamara)
- 2015 - Io sono Mabin (cortometraggio di Elio Germano)
- 2016 - Penalty (cortometraggio di Aldo Iuliano)
- 2016 - Next Time (cortometraggio di Adriano Giannini)
- 2017 - È Piccerella, di Elvira Notari, nuova colonna sonora commissionata da ZDF-ARTE[28]
- 2021 - Ok Boomer, di Andrea Gropplero di Troppenburg, Gianfranco Pannone
- 2022 - Space Monkeys (film drammatico di Aldo Iuliano)
- 2023 - Dive (cortometraggio di Aldo Iuliano)
- 2023 - Enrico Mattei. Ribelle per amore (documentario di Angelo Bozzolini)
- 2023 - Come può uno scoglio (commedia di Gennaro Nunziante con Pio e Amedeo)
- 2023 - SottoCoperta (commedia di Simona Cocozza)

#### Come duo "Lisma Project"
- 2007 - Amleto (film diretto da Svend Gade e Heinz Schall)
- 2008 - Le cose in te nascoste (film drammatico per la regia di Vito Vinci)

## Musica per teatro
- Tagli, di Fausto Paravidino, Oltrarno Firenze (2024)[29]
- Peachum, di Fausto Paravidino con Rocco Papaleo, Teatro Stabile di Bolzano (2020)
- Queen Lear, di Claire Dowie da Shakespeare, Nina's Drag Queen, Teatro Carcano di Milano (2018-2019)
- La Ballata di Johnny e Gill, Fausto Paravidino, Le Liberté, scène nationale de Toulon (2018)
- Il Senso della Vita di Emma, Fausto Paravidino, Teatro Stabile di Bolzano (2017)
- I Vicini, di Fausto Paravidino, Teatro Stabile di Bolzano (2016)[30]
- Il macello di Giobbe, di Fausto Paravidino, Teatro Valle Occupato (2013-2014)[31].
- Insanamente Riccardo III, Teatro Garibaldi di Palermo, Teatro Piccolo di Milano, Regia di Roberta Torre (2013)[32].
- Gli Uccelli di Aristofane, Teatro greco di Siracusa, Regia di Roberta Torre (2012)[33].
- Circus: il rumoroso balletto della guerra di Marco Berardi, Teatro della Visitazione di Roma (2012).
- Mamma sei sempre nei miei pensieri: spostati! di e con Cinzia Leone (2010).
- Canto di Natale di C. Dickens, con Massimo Popolizio, Regia di C.Longhi, Auditorium Parco della Musica di Roma (2008)[34].
- Outlet di e con Cinzia Leone (2007).
- Poche idee, ma molto confuse! di e con Cinzia Leone. (2005-2006)
- Mozart e Salieri di Puskin. Con Daniele Salvo (Mozart, regia), Giacinto Palmarini (Salieri).
- Nudo sono più intelligente, monologo di e con Walter Nanni, Teatro dè Satiri di Roma (2010).
- Smetto quando voglio, monologo di e con Walter Nanni, Teatro dè Satiri di Roma (2006).
- Vorrei cambiare il mondo, ma ho perso lo scontrino, monologo di e con Walter Nanni, Teatro dè Satiri di Roma (2008).
- Gli imbecilli di Walter Nanni, Regia di Massimo Andrei, Teatro dè Satiri di Roma (2003).
- Le serve di Jean Genet, Regia di Silvio Araclio, Spazio Tre Teatro (1997).

### Musica per Televisione
- 2013 - Summer Days (serie televisiva Disney)

## Premi e riconoscimenti
- Nastro d'argento con Il gioco di Adriano Giannini
- Premio Roma Videoclip come rivelazione per la miglior colonna sonora con La casa sulle nuvole di Claudio Giovannesi
- Busto Arsizio Film Festival (BAFF) Premio per la miglior colonna sonora con Le cose in te nascoste di Vito Vinci
- Roma Creative Contest - Short Film Festival 2017 - Miglior Soundtrack per il film "Penalty".

## Catalogo delle Opere
- 1996 - Levigazioni (per flauto, pianoforte e violoncello)
- 1997 - Variazioni su temi di Ennio Morricone (per pianoforte e violoncello)
- 1997 - 3 immagini per violoncello e pianoforte (per violoncello e pianoforte)
- 1997 - Piccola storia (per flauto, pianoforte e violoncello)
- 1998 - Luna Bassa (rossa) (per pianoforte)
- 1999 - Il grande Abete Rosso (fiaba sinfonica per voce recitante e orchestra)
- 1999 - Improvvisazioni Telegrafiche (per clarinetto, pianoforte ad libitum)
- 2000 - RagTime per 6 (per piccolo ensemble jazz)
- 2002 - 3+3, come la forma cambia ciò che esprime (per pianoforte, 3 pianisti bambini, 3 pianisti adulti e orchestra)
- 2003 - 26 novembre 2003 (per due violini, viola, violoncello e chitarra)
- 2004 - Lisma Vive (per elettronica, visual art e 5 improvvisatori. In collaborazione con Stefano De Angelis (Lismaproject))
- 2005 - La storia in musica di Oliver Twist (Concerto multimediale per voci, 2 flauti, archi, percussioni, pianoforte preparato, elettronica)
- 2005 - Ride-Side (per 2 flauti, orchestra ed elettronica)
- 2006 - Diverse Tonalità di Viola (per quartetto d'archi, trio jazz, 2 violini) Commissione: Paolo Fresu.
- 2006 - FLATS (per pianoforte, elettronica e rock band. In collaborazione con Stefano De Angelis (Lismaproject) e Claudio Filippini)
- 2006 - Instant Versatile (per 2 flauti. Dedicato a Maxence Larrieau)
- 2007 - Io sono Nero (per voci radiofoniche, elettronica, violoncello e percussioni. In collaborazione con Stefano De Angelis (Lismaproject))
- 2007 - Sinfonia Concertante (per organo, orchestra d'archi e percussioni)
- 2007 - Syria (per pianoforte, violino e violoncello)
- 2011/2012 - Pinocchio - The Ballet (per orchestra sinfonica ed organo meccanico)
- 2014 - The Sound of Falling Walls (per due violoncelli solisti e orchestra di violoncelli).
- 2014 - Melozzi-Brahms trascrizione dell'Andante dal concerto per pianoforte n.2, per due violoncelli solisti e orchestra di violoncelli.
- 2015 - Follia della Battaglia. Per oboe, violino e orchestra. Commissione: Orchestra su strumenti originali Silete Venti!
- 2015 - The never-ending Childhood, per violoncello e pianoforte
- 2015 - Lighea Variations, per violoncello e pianoforte
- 2016 - Minuetto nel cassetto, per violoncello e pianoforte
- 2016 - The never-ending Childhood, versione per violoncello e orchestra
- 2017 - Il Piccolo Principe, Opera Lirica, per orchestra, coro di voci bianche, 6 cantanti. Commissione: Teatro Regio di Parma.
- 2018 - Trough My Door, balletto di Alessio Di Stefano, per violoncello e orchestra.
- 2018 - La Fiaba del Colibrì, fiaba musicale per attore e dieci strumenti (doppio quintetto d'archi e fiati). Commissione: Colibrì Ensemble.
- 2019 - Opera Crime, opera lirica
- 2019 - Don Giovanni all'Inferno, opera lirica
- 2020 - Sinfonia Notturna (in Re Minore), per orchestra
- 2021 - Concerto in Mi, per chitarra e orchestra
- 2023 - Sinfonia n.2 in Mi minore